# Georges Dansaert
Georges Dansaert, né à Bruxelles le 21 janvier 1876 au 35, rue du Poinçon et mort à Ixelles le 16 novembre 1960, nommé en 1930 référendaire aux preuves de l'ordre souverain de Malte, donat d'honneur et de dévotion (1931) dudit ordre, référendaire aux preuves de l'Association des descendants des Lignages de Bruxelles, est un juriste, historien, poète, héraldiste et généalogiste bruxellois.

## Biographie

### Famille et origines familiales
Georges Dansaert appartenait à une vieille famille d'armateurs bruxellois, famille dont le premier ancêtre bruxellois connu était Pauwel Dansaert, bourgeois de Bruxelles en 1634.
Georges Anatole Jules Max Dansaert est né à Bruxelles le 21 janvier 1876, au no 35 de la rue du Poinçon. Il fut candidat notaire, avocat, puis chargé du Contentieux à la Société générale de Belgique. Il épousa à Douai  le 7 octobre 1905 Renée Marie Françoise Amélie de Bailliencourt dit Courcol, née à Douai le 3 décembre 1882, fille de Ferdinand Emile Rodolphe Joseph de Bailliencourt dit Courcol, filateur à Douai, et d'Émilie Marie Gabrielle Heidsieck . Georges Dansaert habitait au no 58 de la rue Paul Lauters, entouré de livres et de souvenirs, dans une belle maison qui existe toujours. Il n'eut pas descendance.
En 1961, après le décès de son mari, son épouse a fait don de la plupart de ses papiers généalogiques aux Archives Générales du Royaume où ils peuvent être consultés.

### Activités littéraires et intellectuelles
Outre un recueil de poésies (Chants d'amour et d'épée, poèmes, préface de Pierre Nothomb, Bruxelles, 1910) et diverses œuvres concernant le droit, Georges Dansaert consacra de nombreux ouvrages à la bibliophilie, l'histoire de la porcelaine bruxelloise, et à l'héraldique.
Sa grande érudition en matière de généalogies bruxelloises, le fit nommer référendaire des Lignages de Bruxelles, fonction qui consistait à vérifier le bien-fondé des demandes des postulants.
En 1938, l’Académie française lui décerne le prix Hercule-Catenacci ainsi qu'au Comte Baudouin De Lannoy pour leur ouvrage Jean de Lannoy le Bâtisseur, 1410-1493
Il était aussi président de la Société des études héraldiques, généalogiques et sigillographiques de Belgique.

## Œuvres
- Les intendants et receveurs du canal de Willebroeck, dans La Belgique maritime et coloniale, 22 mars 1908.
- L'Art Héraldique et ses diverses applications, Imprimerie J. Vanden Acker, Bruxelles, 68 rue Gillon, 1912, 112 pages, ouvrage illustré de photos de buffet, cafetière, applique, etc. non contenues dans l'ouvrage de 1949.
- Le lieutenant-général des Armées du Roi d'Espagne, Messire Guillaume René, comte de Baillencourt, baron d'Antigny, Bruxelles, J. Van Acker, 1920.
- Les Dansaert dits "Les Enfants du Canal" par un vieux Bruxellois. Une page d'histoire à propos du Canal de Willebroeck, Bruxelles, Imprimerie J. Vanden Acker, (1921).
- Preuves, titres et documents de la Maison de Baillencourt, préface du comte H. d'Ursel (1925).
- Un jurisconsulte et prince de l'Eglise au XVIIe siècle, Monseigneur de Baillencourt, évêque de Bruges. Préface du baron P. Verhaegen, Bruxelles, A. Dewit, (1927).
- Les anciens vice-rois d'origine belge et divers autres, préface du duc d'Ursel (1928).
- Les grands-drossards ou sénéchaux du pays et duché de Brabant (1928).
- Le Blason de la Maison de Lannoy à travers les siècles, Bruxelles, A. Dewit, préface du comte d'Arschot-Schoonhoven (1928).
- Un Fils de maréchal, le prince Louis de Ligne, préface du baron de Troostenbergh (1929).
- Les grands-veneurs de Brabant, préface de la duchesse d'Uzès (1930).
- Frédéric de Merode en 1830, préface de Valentin Brifaut, (1930).
- Les conséquences curieuses d'un duel, préface du prince-duc de Bauffremont- Courtenay (1930).
- Celui qu'on appelait le Beau Lannoy (1930).
- Histoire de l’Ordre souverain et militaire de Saint-Jean de Jérusalem, dit de Rhodes ou de Malte en Belgique, préface de S.A. le prince A. de Ligne (1932).
- La « Pelote » ou une amitié amoureuse du prince Charles de Lorraine (1933).
- Faire son chemin, Histoire de la famille Desandrouin.
- Armorial belge du bibliophile (co-auteur avec le vicomte de Jonghe d'Ardoye et J. Havenith, 1930).
- Une singularité héraldique, publié dans Le Parchemin (1937).
- Guillaume de Croy-Chièvres, dit le Sage, préface du duc de La Force et de M. Brouwers, archiviste honoraire de l'État.
- Elisabeth-Pauline, comtesse de Lauraguais, préface de M. Laloire, archiviste de l'État.
- Le vrai visage de La Fayette, préface du vicomte Ch. Terlinden.
- Les Baillencourt, prévôts de Mons, Introduction du comte R. de la Barre d'Erquelinnes.
- L'Armorial des roys-d'armes A. F. Jaerens et Ch. Beydaels (1945).
- Nouvel armorial belge, ancien et moderne, précédé de l'art héraldique et ses diverses applications, Éditions J. Moorthamers, Bruxelles, 1949, 426 pages.
- Histoire de l'ordre de Malte en Belgique.
- Les Gouverneurs des Anciens Pays-Bas catholiques.
- Une belle figure  de la femme aimante au XVIe siècle, Sabine de Bavière, comtesse Lamoral d'Egmont. Préface de M. Cuvelier, archiviste-général du Royaume.

en tant que co-auteur :
- Baron Fernand de Ryckman de Betz, Georges Dansaert et l'abbé Thibaut de Maisières, L'abbaye cistercienne de La Cambre : étude d'histoire et d'archéologie, De Nederlandsche Boekhandel, 1948, 394 p. (lire en ligne).

## Pour approfondir